# René Hoffmann
Pour les articles homonymes, voir Hoffmann.
René Hoffmann, né le 4 juillet 1942 à Esch-sur-Alzette et mort le 6 novembre 2019 dans la même ville, est un footballeur international luxembourgeois évoluant au poste de gardien de but.

## Biographie
Il évolue en club à la Jeunesse d'Esch, jouant un total de 343 matches de championnat.
Il remporte dix fois le championnat du Luxembourg (en 1960, 1963, 1967, 1968, 1970, 1973, 1974, 1975, 1976 et 1977), et trois fois la coupe du Luxembourg (en 1973, 1974 et 1976).
Au sein des compétitions continentales européennes, il dispute 20 matchs en Coupe d'Europe des clubs champions, deux en Coupe des villes de foires, et deux en Coupe de l'UEFA. Il dispute les huitièmes de finale de la Coupe des clubs champions européens en 1959, puis à nouveau en 1963. 
Il est sélectionné en équipe du Luxembourg à 35 reprises, en officiant à huit reprises comme capitaine.
Il joue son premier match en équipe nationale le 11 mai 1961, en amical contre l'équipe de France (défaite 4-1 à Longwy). Il reçoit sa dernière sélection le 15 octobre 1975, contre l'Autriche, dans le cadre des éliminatoires de l'Euro 1976 (défaite 6-2 à Vienne).